# Антихартія
Антихартія (чеськ. Anticharta) — контракція чехословацького уряду Ґустава Гусака на Хартію 77. 

## Історія
Підписова акція проти хартистів, яка тривала кілька років, почалась 29 січня 1977. Документ засуджував дисидентів і мав відбити у звичайних людей бажання контактувати з «ворогами соціалізму». Інтелектуалів, артистів і письменників із усієї країни скликали до Національного театру в Празі, де проходила акція. Прізвища осіб, які підписувалися під декларацією лояльності, щодня оприлюднювались у головному друкованому органові режиму, газеті «Rude pravo». 
Під Антихартією було зібрано 7 тисяч 250 підписів видатних діячів культури Чехословаччини, серед яких Карел Готт, Владімір Нефф, Богуміл Грабал, Ота Гофман.
«В ім'я соціалізму» Антихартію підписали сімдесят шість народних артистів, триста шістдесят заслужених і сім тисяч звичайних. Жодному з них не дали прочитати Хартію 77.
У 2002 році в Празі, до 25-річча Хартії 77,  було опубліковано тексти Хартії та Антихартії з усіма підписами. Публікація мала великий суспільний резонанс.